# Piotr Zieliński
Piotr Sebastian Zieliński, född 20 maj 1994, är en polsk fotbollsspelare som spelar för Inter.

## Klubbkarriär
I juli 2024 värvades Zieliński av Inter, där han skrev på ett fyraårskontrakt.

## Landslagskarriär
Zieliński debuterade för Polens landslag den 4 juni 2013 i en 2–0-vinst över Liechtenstein, där han blev inbytt i halvlek mot Kamil Grosicki. I maj 2018 blev Zieliński uttagen i Polens trupp till fotbolls-VM 2018.